# Троице-Лыково
Тро́ице-Лы́ково (Тро́ицкое-Лы́ково) — местность на северо-западе Москвы в составе района Строгино. Расположена на правом, высоком берегу Москвы-реки между Серебряным Бором и собственно Строгином. Включает в себя усадьбу Троицкое-Лыково с храмами Троицы и Успения Богородицы и бывшее село Троице-Лыково.

## История
В XVI веке — дворцовое село Троицкое. В 1610 году имение было пожаловано князю Борису Лыкову царём Василием Шуйским. Князь перенёс село вместе с деревянной Троицкой церковью ближе к Москве-реке, на старом же месте продолжала существовать деревня Черепково (Черевково) с каменной часовней на месте алтаря бывшей церкви (в советский период была заброшена и полуразрушена; окончательно снесена в 1980 году к Олимпийским играм); тогда же установилось название нового села: Троицкое, Лыково тож. После смерти Бориса Лыкова село вновь получило статус дворцового, так как дети князя умерли в раннем возрасте, и наследовать имение было некому (по другим сведениям, досталось Ивану Нарышкину в качестве приданого после женитьбы на княжне Лыковой. В 1682 году он был схвачен мятежниками во время «стрелецкого бунта» и после пыток принял смерть на Красной площади).
В 1690 году село было пожаловано дяде Петра I Мартемьяну Нарышкину. По его заказу в 1690—1695 годах возведён каменный храм Троицы Живоначальной (строитель храма, предположительно, Яков Бухвостов). По легенде, камень в основание храма заложил Петр I. Деревянный Троицкий храм был перенесён на новое место, в сад, и переосвящён в честь Успения Богородицы. Деревянный одноглавый Успенский храм просуществовал до 1937 года.
После смерти Мартемьяна Кирилловича село было передано во владение Льву Нарышкину,
С 1749 года село принадлежало Екатерине Разумовской (урождённой Нарышкиной), с 1784 её сыну, графу Андрею Разумовскому. При Разумовских в усадьбе был заложен регулярный парк, затем усадьба была под залогом и в 1804 году перешла роду Бутурлиных. Николай Бутурлин в 1840-х годах выстроил новый, каменный Успенский храм (архитектор Николай Козловский), кирпичный господский дом и оранжереи.
В 1846 году на берегу Москвы близ села Троицкого были найден скелет степного мамонта, описанный К. Ф. Рулье.

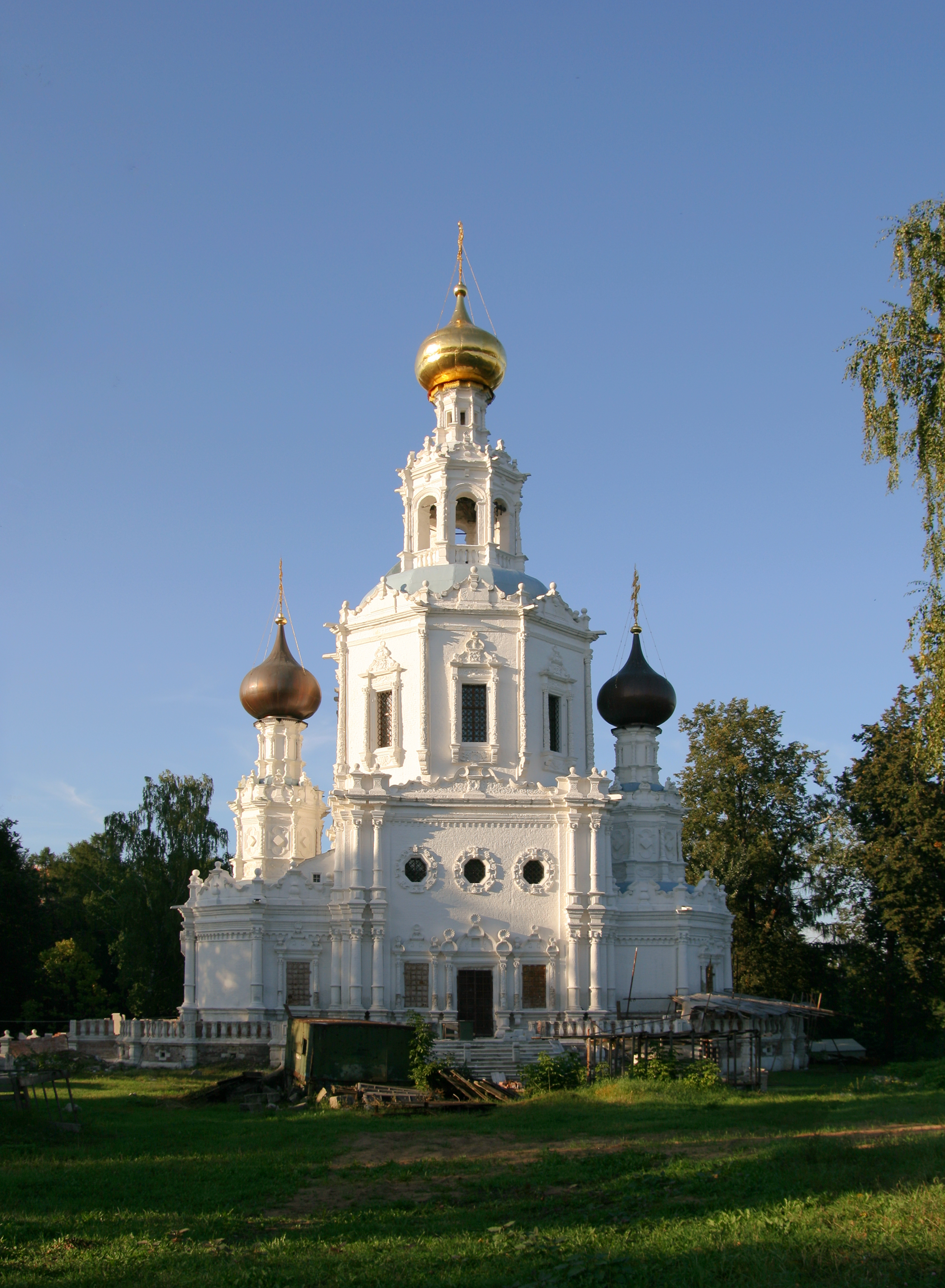
Храм Троицы Живоначальной в Троице-Лыкове
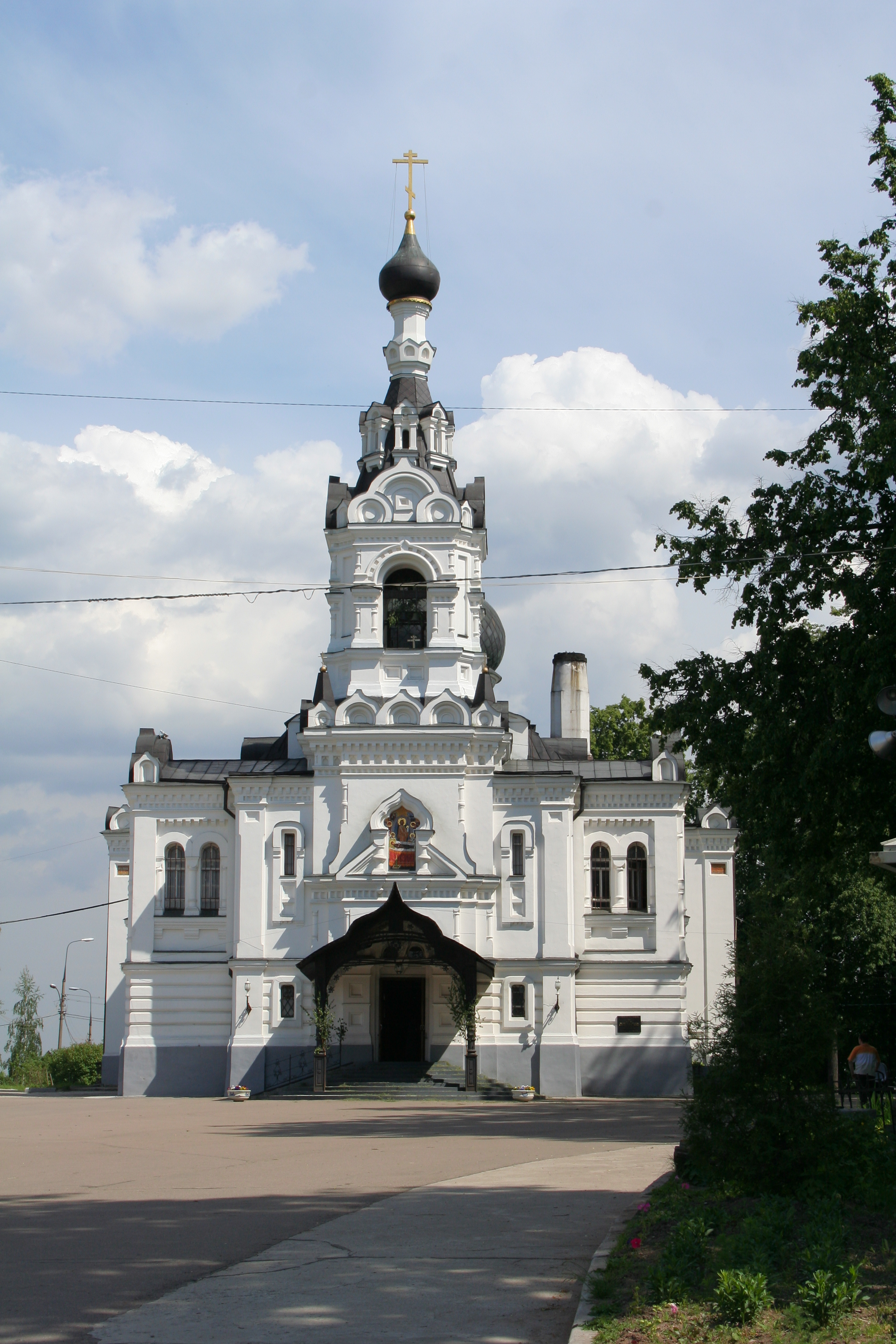
Храм Успения Пресвятой Богородицы в Троице-Лыкове
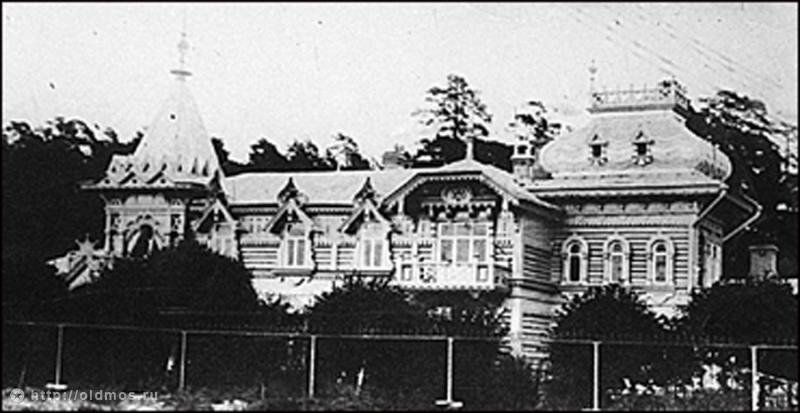
Дом-терем, построенный И. П. Ропетом в Троицком-Лыкове для Карзинкиных.

С 1876 года усадьба принадлежала купеческому роду Карзинкиных. При новых владельцах усадьба и Успенский храм были существенно перестроены. К 1904 году в селе жили 610 человек (125 дворов). В 1914 году Юлия Карзинкина отдала главный дом под устройство богадельни, а сами Карзинкины переехали в построенный Иваном Ропетом «сказочный» деревянный дом (сгорел в 1990 году). Перед смертью в 1915 году Юлия Карзинкина завещала имение учреждаемой Свято-Троицкой общине, которая в феврале 1917 года вселилась в усадьбу, однако 18 июня 1918 года постановление о передаче имения Карзинкиной Трудовой Коммуне было отменено и вынесено новое: «Признать самое коммуну монастырской общиной, ничего общего с социалистическим трудом не имеющей; передать имение Карзинкина со всеми землями, живым и мертвым инвентарем Хорошевскому Совету и предложить коммуне в срок, установленный Хорошевским Советом, выселиться из имения».
В советское время усадьбу использовали как санаторий (здесь, в частности, в феврале — марте 1922 года жил Владимир Ленин). В том же 1922 году имение было отдано московскому зоопарку, который так и не воспользовался подарком. Затем там был учреждён рабфак для активистов из Туркменистана, а после Великой Отечественной войны — военно-музыкальная школа.
Село вошло в состав города Москвы в 1960 году и во многом сохранило свой сельский, а ныне дачный облик. Северная часть села, находившаяся по другую сторону оврага, была снесена при строительстве микрорайона Строгино (район улицы Твардовского). До конца 2013 года от неё сохранялся кусочек «частного сектора» с единственным жилым домом по 3-й Лыковской улице, идущей от улицы Твардовского.
В современном Троице-Лыкове проживал Александр Солженицын.
Рядом с селом проходит трасса Арбатско-Покровской линии метро; на ней существует техническая платформа Троице-Лыково.
Село внесено в «Список охраняемых деревень Москвы» и является единственным селом в пределах МКАД, снос которого в ближайшее десятилетие не планируется.